# Nitocrellopsis petkovskii
Nitocrellopsis petkovskii is een eenoogkreeftjessoort uit de familie van de Ameiridae. De wetenschappelijke naam van de soort is voor het eerst geldig gepubliceerd in 1987 door Rouch.